# Ikimono-gakari
Ikimono-gakari (いきものがかり) é um duo pop/rock japonês originado da provincia de Kanagawa composto por Yoshiki Mizuno e Kiyoe Yoshioka. A banda teve sua formação em fevereiro de 1999 com Yoshiki Mizuno (guitarra, vocais, letras e composição) e Hotaka Yamashita (violão, gaita, letra e composição), depois, em novembro, Kiyoe Yoshioka (vocal e letras) se junta a banda. A referência do nome se deve ao grupo de crianças que cuidam de ikimono (plantas e animais) nas escolas primárias japonesas.
Em 2006, o grupo se lançou pela grande gravadora Sony Music Japan e como selo da Epic Records Japan, vários de seus álbuns chegaram a primeira posições desde 2008 e várias de suas canções têm sido destaque na televisão japonesa com temas de comerciais, (dorama) novelas japonesas, filmes, e até como música-tema de transmissão dos Jogos Olímpicos de Londres 2012. No Ocidente, suas canções mais conhecidas são os temas de anime, sendo a mais conhecida pelo público a música de abertura de Naruto Shippuden "Blue Bird". O fã-clube oficial da banda é o Ikimonogakari Fan Classe 1-2 (いきものがかりファンクラス1年2 組). Em 2021, Hotaka Yamashita deixou a banda, e os membros restantes continuaram como duo.

## História

### Inicio da banda (1989-2003)
Yoshiki Mizuno e Hotaka Yamashita se conheciam desde 1989 no primário, eles eram responsáveis por cuidar dos animais da escola onde, no Japão, recebiam o nome de Ikimono-gakari que deu origem ao nome da banda em fevereiro de 1999. Começaram se apresentar nas ruas a partir de abril do mesmo ano. Em novembro, a irmã mais nova de um de seus colegas, Kiyoe Yoshioka, se junta a banda. Naquela época, Mizuno e Yamashita acharam necessário um vocal feminino a banda.
A primeira pausa das atividades da banda acontece no ano de 2000, quando Mizuno e Yamashita entram na faculdade, formam-se em Sociologia e, em 2002, decidem voltar as atividades. Durante esse período, Kiyoe, que tinha se formado em música, acaba tendo um problema no qual ela poderia não prosseguir com a carreira. Um ano depois, esse problema é superado e o trio se junta novamente para retomar a banda em apresentações nas ruas e, a partir de então, em casas de shows. Com o foco no acústico, começam a cantar o repertório original para depender menos de regravações (covers).

### Ascensão à fama (2003-2005)
Em abril de 2003, começaram a cantar na estação ferroviária de Hon-Atsugi e, em julho, tocaram pela primeira vez na casa de shows Thunder Snake Atsugi, onde uma pessoa nota a banda e se torna seu empresário. Realizam a primeira turnê principal pelas estradas e, em agosto, lançam seu primeiro álbum independente Makoto ni Senetsu Nagara First Album o Koshirae Mashita... (誠に僭越ながらファーストアルバムを拵えました・・・). O quinto ano de atividades da banda, em 2004, eles são contratados pelo escritório CUBE que gerencia a carreira da banda e, em agosto, lançam seu segundo disco independente Nanairo Konnyaku (七色こんにゃく).
Em março de 2005, marcaram a história do salão da Atsugi City Culture Building, onde, pela primeira vez, foi única atração a se apresentar. Em maio, lançam seu terceiro álbum independente Jinsei Sugoroku Dabe. (人生すごろくだべ。). Em 2006, a banda fechou contrato com a gravadora 'Epic Records Japan', selo da Sony Music.

### Sakura Saku Machi Monogatari (2006-2007)
O primeiro grande single da banda foi a música "Sakura", lançado em março de 2006. Com o sucesso, tornou-se tema de propaganda no Japão. O segundo single foi a música "Hanabi", lançada pouco depois de "Sakura". A música foi usada como encerramento do anime Bleach e foi o primeiro single a chegar ao TOP 10 nas vendas com a 5ª (quinta) posição. O terceiro single, por sua vez, lançado em outubro, foi "Koisuru Otome", que foi a nova versão de uma antiga música da banda que fez grande sucesso dos anos indies. A primeira turnê do grupo foi em novembro de 2006, muito esperado pelos fãs, recebeu o nome de "Ikimono-gakari no Minasan Konni-Tour! 2006" .
Em dezembro de 2006, foi lançado o single "Ryuusei Miracle" (流星ミラクル) e participaram pela primeira vez no especial de natal do conhecido programa Music Station. Logo depois, em fevereiro de 2007, o primeiro duplo A-side "Uruwashiki Hito/Seishun no Tobira" (うるわしきひと／青春のとびら) e, em março, foi lançado o álbum Sakura Saku Machi Monogatari (桜咲く街物語) que alcançou a 4ª (quarta) posição na Oricon. Em maio, foi realizada a segunda turnê nacional "Ikimono-gakari-no Minasan Konnitour! 2007-Sakurasaku-Machi Monogatari" no total de 11 shows.

### Life Album (2007-2008)
Lançam mais 2 singles em 2007: em agosto, "Natsuzora Graffiti/Seishun Line" (夏空グラフィティ／青春ライン) e, em outubro, "Akaneiro No Yakusoku" (茜色の約束). Em setembro, realizam o festival "Ikimono-gakari Gakuensai Minasan, Konnitsuaa!! 2007 Aki ~Shusseki Shinasai!~" com 12 (doze) apresentações.
Em janeiro de 2008, foi lançado o single "Hana Wa Sakura Kimi Wa Utsukushi" (花は桜 君は美し) e, no mês seguinte, o 2º álbum chamado Life Album (ライフアルバム) chegando a segunda posição nas vendas. A turnê do álbum acontece de março a maio, num total de 26 apresentações.

### My Song Your Song(2008)
Em abril, lançam o single "Kaeritakunatta Yo" (帰りたくなったよ) e, em julho, lançam "Blue Bird" (ブルーバード), como tema da segunda fase do anime Naruto. Eles chegam primeira vez ao TOP 3 das vendas pela Oricon . Em outubro, lançam o single "Planetarium" (プラネタリウム) e, em dezembro, "Kimagure Romantic" (気まぐれロマンティック) em cujo videoclipe foram desafiados a fazer cosplay e, pela primeira vez, também fizeram coreografia. No mesmo mês, foi lançado o 3º álbum chamado My Song Your Song que é o primeiro trabalho da banda a conseguir o primeiro lugar nas vendas. No fim do ano, faz sua estreia no festival Kōhaku Uta Gassen da NHK.

### Hajimari No Uta (2009)
Em 2009 lançam em março o 1º DVD chamado "Tottemo eezou" (とってもええぞう) com todos os vídeos clipes da banda até 2008 e no mesmo mês realizam a turnê do álbum My Song Your Song em 36 apresentações, em maio o primeiro single de 2009 chamado "Futari" (ふたり). Em Julho lançam o single "Hotaru no Hikari" (ホタルノヒカリ) depois em setembro lançam o single "YELL/Joyful" (YELL/じょいふる) que foi o primeiro a ficar na segunda colocação nas vendas e em novembro lançam o single "Nakumonka" (なくもんか) que foi o único lançado com um DVD em sua versão limitada e no final do ano lançou o quarto álbum Hajimari No Uta (ハジマリノウタ) o primeiro álbum da banda em duas versões com DVD na versão limitada.

### Ikimonobakari - Member's Best Selection (2010-2011)
Em março de 2010, lançam o single "Nostalgia" (ノスタルジア) e realizam a turnê do álbum Hajimari No Uta (ハジマリノウタ), no total de 60 apresentações em 47 províncias. Em maio, o single "Arigatou" (ありがとう) atingiu o segundo lugar das vendas e bate o recorde musical da banda. Em agosto, o single "Kimi ga Iru" (キミがいる) foi o primeiro A-side escrito pela vocalista Kiyoe Yoshioka.
No começo de setembro, anunciam a primeira coletânea Ikimonobakari - Member's Best Selection (いきものばかり～メンバーズBESTセレクション～), que teve algumas canções selecionadas pela banda e alem de inéditas e regravações. Dois meses depois, a coletânea foi reconhecida pela Recording Industry Association of Japan (RIAJ) pelas vendas do álbum e receberam o certificado de 1 milhão de cópias vendidas, o álbum vendeu mais de 457.000 cópias na primeira semana de vendas e ficando em várias semanas no top 10 de vendas de álbuns. É também considerado o 2º melhor álbum do ano de 2010 pela Oricon.
Em novembro e dezembro, foi realizada a turnê arena Ikimonogakari no Minasan, Konnitour!! 2010 - Nandemo Arena!!! - (いきものがかりの みなさん、こんにつあー!! 2010 ～なんでもアリーナ!!!～). O show foi lançado em dvd e blu-ray no dia 27 de abril de 2011.
No final de 2010, anunciaram uma pausa nas atividades. O período de hiato não passou de um semestre e o grupo retornou as atividades no mês de julho.
A música "Arigatou" ganhou um grande destaque pelo videoclipe ser um dos primeiros em 3D. O clipe foi indicado para o MTV Video Music Aid Japan 2011, com três indicações, e, no dia 02 de julho, a banda ganhou o prêmio de Melhor Clipe Pop.

### Newtral (2011-2012)
No final de março de 2011, em seu site oficial, a banda confirmou a nova música chamada "NEW WORLD MUSIC" para um programa japonês. Poderia se tornar o primeiro single depois do DVD e da coletânea. Em junho, confirmam no site o seu 20º single, o duplo A-side "Warattetainda/New World Music" (笑ってたいんだ／NEW WORLD MUSIC).
Em outubro, a banda anunciou mais duas novidades: o single "Aruite Ikou" (歩いていこう), lançado em novembro, e o DVD e Blu-ray live da turnê de julho Ikimono Matsuri 2011 Donata Summer mo Tanoshimima Show!!! ~Yokohama Stadium~ (いきものまつり2011 どなたサマーも楽しみまSHOW!!!〜横浜スタジアム〜), lançado em dezembro.
No final de dezembro, anunciam o single intitulado "Itsu Datte Bokura Wa" (いつだって僕らは), que foi o primeiro A-side escrito por Hotaka Yamashita, lançado em 18 de janeiro. No primeiro dia de 2012, foi anunciado o quinto álbum Newtral que foi lançado em 29 de fevereiro, com a turnê do álbum "Ikimono Gakari no Minasan Konnitour!! 2012 -NEWTRAL-" (いきものがかりの みなさん、こんにつあー!! 2012 ～NEWTRAL～) (que foi entre abril e novembro do mesmo ano).

### Balladon (2012-2013)
Em março de 2012, foi anunciado o single Haru Uta (ハルウタ), lançado no dia 25 de Abril. No mesmo mês, a banda foi convidada a cantar o tema das transmissões no Japão dos Jogos Olímpicos de Londres 2012 pela NHK, a canção se chama "Kaze ga Fuiteiru" (風が吹いている), lançada no Japão em 18 de Julho.
Durante as realizações das Olimpíadas, o grupo visitou Londres, onde puderam conhecer a cidade, apoiar os atletas japoneses em alguns jogos e gravaram uma versão acústica inédita da canção-tema com músicos ingleses, lançada no fim daquele ano no álbum de baladas Balladon (バラー丼) em que foram incluídas as músicas românticas de "Sakura" à "Kaze ga Fuiteiru".
A partir de novembro foi liberado apenas para o iTunes japonês vários títulos da Sony Japão, incluindo as várias canções da banda já lançadas pelo selo.

### I (2013-2014)
Em março de 2013, foi lançado o DVD e Blu-ray da turnê Ikimono-gakari no Minasan Konnitour!! 2012 -NEWTRAL- (いきものがかりの みなさん、こんにつあー!! 2012 ～NEWTRAL～). A partir deste, a edição limitada dos DVD e Blu-rays passa a vir com o CD áudio do show e mais duas canções foram lançadas: a canção romântica e agitada "1 2 3 ~Koi ga Hajimaru~" (1 2 3 ~恋がはじまる), no começo de junho, e depois foi "Egao" (笑顔), em julho, música-tema do filme de Pokémon. No final do mesmo mês, eles lançam o sexto álbum chamado I e, em setembro, houve a turnê nacional do álbum passando por 25 shows.
Em dezembro relançam o primeiro DVD de videoclipes em Blu-ray com o nome Kaette Kita Tottemo Eezou (帰ってきたとってもええぞう) e lançaram o segundo DVD e Blu-ray de videoclipes Tottemo eezou 2 (とってもええぞう2), dos clipes de 2009 até 2012.
O quinto DVD e Blu-ray foi o primeiro lançamento, em março de 2014, dos 15 anos de formação da banda. A turnê Ikimono-gakari no Minasan, Konnitour!! 2013 ~I~ (いきものがかりの みなさん、こんにつあー!! 2013 ～ I ～), foi realizada em setembro, simultaneamente com o livro "I no Hon" (I のほん) que contém os bastidores da turnê em reportagens e fotos. Participaram do álbum comemorativo do aniversário da banda Dreams Come True, com a canção "Mirai Yosouzu II" (未来予想図II), que foi lançado como single digital apenas no iTunes japonês.

### Fun! Fun! Fanfare! (2014-2015)
A canção "Niji" (虹), que foi lançado em um comercial no começo de 2014, foi apenas divulgada em formato digital naquela época foi lançada como B-side para o single "Love Song wa Tomaranai yo" (ラブソングはとまらないよ), no mês de julho. Em agosto, anunciaram o quinto duplo A-side "Netsujou no Spectrum/Namida ga Kieru Nara" (熱情のスペクトラム/涙がきえるなら) , lançado em outubro. Em novembro, lançam o single "Golden Girl" e, em dezembro, o 7º (sétimo) álbum de estúdio Fun! Fun! Fanfare!. A turnê do álbum iniciou em março de 2015 e durou até julho, num total de 26 apresentações e mobilizando mais de 25 milhões de pessoas.

### Chou Ikimonobakari (2015-2016)
Em maio de 2015, a banda lançou o 30º (trigésimo) single foi a canção "Anata" (あなた). Em novembro, foi lançado o single duplo A-side "Love to Peace!/Mudai -Tooku e-" (ラブとピース!/夢題~遠くへ~) e, em dezembro, lançou o DVD e Blu-ray da turnê Ikimonogakari no Minasan, Konnitour !! 2015 -Fun! Fun! Fanfare!- (いきものがかりの みなさん、こんにつあー!! 2015 ～FUN! FUN! FANFARE!～).
O ano de 2016 é marcado pelo aniversário dos 10 anos da estréia da banda com o single "Sakura" e, no show em que fizeram no lançamento do último single, anunciaram uma nova coletânea em comemoração, no dia 15 de março: Chou Ikimonobakari Tennen Kinen Members Best Selection (超いきものばかり～てんねん記念メンバーズBESTセレクション～), trazendo os sucessos escolhidos pela banda, músicas inéditas e regravações nos 3 (três) CDs da edição regular e um disco bônus na edição limitada com as b-sides.
Em agosto, foi lançado o single "Last Scene/Bokurano Yume" (ラストシーン/ぼくらのゆめ) e depois foi realizado o show especial "Chou Ikimono Matsuri 2016 Jimoto de Show!! -Ebina Desho!!!-/-Atsugi Desho!!!-" (超いきものまつり2016 地元でSHOW!! 〜海老名でしょー!!!〜 / 〜厚木でしょー!!!〜) ao ar livre em agosto e setembro, respectivamente, em Ebina e em Atsugi, em duas apresentações em cada cidade, tendo o lançamento simultâneo de dois títulos de DVD e Blu-ray em 09 de dezembro.

### Período de pastagem e volta. (2017-2018)
No dia 05 de janeiro de 2017, terminando a marca dos comemorativos dos dez anos, a banda por meio do site oficial postaram um comunicado intitulado 'Declaração de pastagem' pelo qual anunciaram a pausa de suas atividades como grupo e vão focar em atividades solo e o período de descanso será indeterminado, mas não confirmam um fim, pois querem voltar mais maduros e melhores para seus fãs. Durante as atividades suspensas, Mizuno continuou seu trabalho como compositor fornecendo música para diversos artistas e Yoshioka lançou seu primeiro trabalho solo, o álbum de regravações chamado Utairo (うたいろ).
No dia 02 de novembro de 2018, foi anunciado em um programa de rádio o retorno de suas atividades como grupo, além da nova turnê do fã clube a partir da primavera de 2019.(De março a maio no total de 15 apresentações.) Os membros do fã clube receberam um CD com a canção "Taiyou" (太陽) que foi escrito e composto pelo três membros do grupo, e posteriormente foi lançado em formato digital no aniversário de estreia (15 de março de 2019).

### We Do - 20º Aniversário de Formação (2019-2020)
Realizaram sua volta na televisão na 69º edição do NHK Kōhaku Uta Gassen e após a virada do ano no dia 1º de janeiro lançam a canção "We Do" que foi a primeira depois da volta do hiatos. Mais duas canções foram liberadas em formato digital, no 1º de abril foi lançado a canção "Sing!" e depois dia 12 de abril foi lançado a canção "Identity" (アイデンティティ).
Em outubro foi anunciado uma nova turnê nacional após 5 anos da ultima realizada, com o título Ikimonogakari no Minasan, Konnitour!! 2020 ~Kessei 20 Shunen Dayo!! WE DO!!!~ (いきものがかりの みなさん、こんにつあー!! 2020～結成20周年だよ!! WE DO!!!～) que seria realizado de abril a junho e também posteriormente a turnê arena  Ikimonogakari no Minasan, Konnitour!! 2020 ~Kessei 20 Shunen Dayo!! WE DO!!!~ (いきものがかりの みなさん、こんにつあー!! 2020～結成20周年だよ!! WE DO!!!～) que seria realizado em setembro a novembro, mas devido a condições da pandemia foram adiadas e posteriormente canceladas.
Em 02 de novembro foi liberado a canção "Star Light Journey", e no outro dia comemoraram os 20 anos de formação do grupo com novidades, e dentre elas um novo álbum: We Do que foi lançado em 25 de dezembro.

### Who? - 15 Anos do Debut (2020-2021)
O ano de 2020 foi pouco movimentado, em abril lançaram a canção "Ikiru" (生きる).
No mês de agosto se iniciou com o anuncio de casório da vocalista Kiyoe Yoshioka, o lançamento da canção "Kirakira ni Hikaru" (きらきらにひかる). e a liberação dos vídeoclipes em seu canal oficial no YouTube.
Em razão da situação da época de cancelamentos das apresentações eles resolveram realizar o festival online "BS Ikimonogakari Digital Fes" nas comemorações dos 20 anos da formação da banda e também pelos 20 anos do canal BS FujiTV onde eles apresentam regularmente o programa "BS Ikimonogakari".
No final de novembro anunciaram um novo single para fevereiro de 2021, a canção "Baku" tema da oitava temporada do anime Boruto, que teve sua pré liberação da faixa principal e vídeo musical em janeiro. O single contou com as duas aberturas do anime Naruto Shippuden remasterizadas e a versão remix de "Blue Bird" produzida pelo DJ americano Slushii.
Mas as surpresas não pararam pelo anuncio de um novo álbum chamado Who? que até o momento é o menor da carreira em faixas contando com apenas 9 canções (sem contar os mini-álbuns da fase independente).
Em abril foi lançado o curta "Stardust Children" que foi inspirado na canção "Kirakira ni Hikaru" de 2020 para abertura do festival online "Short Shorts Film Festival & Asia 2021", o filme foi dirigido pelo experiente diretor Eiji Uchida.
No mês de maio foi lançada a canção "Kyou Kara, Koko Kara" (今日から、ここから) com a participação colaborativa do produtor Kameda Seiji, tendo seu lançamento no evento "Hibiya Music Festival" também realizado por Kameda.
 

### Saída de Yamashita (2021-atualmente)
Foi anunciada no inicio de junho a saída do gaitista Hotaka Yamashita da banda, o membro permaneceu até o fim do verão japonês, tendo sua última participação em turnê nos dias 10 e 11 de junho na Yokohama Arena em Kanagawa onde foi realizado o Ikimonogakari no Minasan, Konni Tour!! THE LIVE 2021!!! (いきものがかりの みなさん、こんにつあー!! THE LIVE 2021!!!) com a presença limitada de público após vários adiamentos e com lançamento do show e documentário em DVD e Bluray em novembro.
Em julho tiveram sua primeira participação fora do Japão, no evento "Bilili Macro Link 2021" realizado em Xangai na China, a aparição da banda foi remota, foi gravado no Japão e exibido simultaneamente no local do evento. Foi lançado a versão remix de "Baku" produzida pelo produtor de musica eletrônica e cantor chinês CORSAK. Já em setembro participaram do conhecido canal japonês do YouTube THE FIRST TAKE com duas apresentações acústicas.

## Membros

### Membros Principais
- Yoshiki Mizuno (水野良樹) - Nasceu em 17 de dezembro de 1982 - Lider da banda/Guitarra/Backing Vocal (1999–presente)

Nascido em Hamamatsu, na província de Shizuoka, mudou-se aos 5 (cinco) anos para Ebina, na província de Kanagawa.
Desde agosto de 2013, ele é casado com uma mulher anônima da mídia japonesa. Ele é o que mais contribui para as composições da banda. Além da banda ele também já compôs para diversos outros artistas e programas, e criou o projeto de colaborações HIROBA com produtores e artistas.
- Kiyoe Yoshioka (吉岡聖恵)  - Nasceu em 29 de fevereiro de 1984 - Vocal/Pandeireta/Pandeiro (1999–presente)

Nascida em Shizuoka, muda-se aos 5 (cinco) anos para Atsugi na província de Kanagawa. Seu irmão era colega de Yamashita e Mizuno. Desde agosto de 2020 é casada com um homem anônimo da mídia japonesa.
Com poucas participações nas composições teve seu trabalho gravado desde o segundo álbum  Life Album com as canções "Tsuki to Atashi to Reizouko" (月とあたしと冷蔵庫) e "Chikoku Shichau yo" (ちこくしちゃうよ), além dos singles "Kimi ga Iru" (キミがいる) e "Golden Girl". Durante hiato lançou seu primeiro álbum solo de regravações Utairo (うたいろ) em outubro de 2018. Dentre os destaques do álbum está a canção "World In Union" que é tema oficial da Copa do Mundo de Rugby Union de 2019 realizado no Japão. Em 2021 irá lançar seu primeiro trabalho solo "Massara" em dezembro.

### Membros Antigos
- Hotaka Yamashita (山下穂尊) - Nasceu em 27 de agosto de 1982 - Violão/Gaita/Harmônica (1999–2021)

Nascido em Ebina, na província de Kanagawa. Participa de várias composições da banda, mas entre os singles estão: "Itsu Datte Bokura Wa" (いつだって僕らは) e Haru Uta (ハルウタ). Permaneceu na banda até o final de julho de 2021, a decisão de sair do grupo foi devido a diversos fatores desde a última parada em 2017, seus sentimentos em relação a música e a banda se distânciaram diferente dos outros dois membros.

### Membros de Apoio
- Akimitsu Honma (本間昭光) - Nasceu em 19 dezembro de 1964 - teclado/Mestre da banda.
- Naoki Hayashibe (林部直樹) - Nasceu em 29 de julho de 1965 - Guitarra.
- Takashi Adachi (安達貴史)  - Nasceu em 29 de dezembro de 1982 - Baixo.
- Tomu Tamada (玉田豊夢)  - Nasceu em 23 de junho de 1975 - bateria
- Kenmei Adachi  (足立賢明) - Nasceu em 17 de junho de 1970 - Manipulator/Roadie

## Discografia
Artigo Principal: Discografia de Ikimono-gakari
Indies
- 2003: Makoto ni Senetsu Nagara First Album o Koshirae Mashita... (誠に僭越ながらファーストアルバムを拵えました・・・)
- 2004: Shichishoku Konnyaku (七色こんにゃく)
- 2005: Jinsei Sugoroku Dabe. (人生すごろくだべ。)

Álbuns de estúdio
- 2007: Sakura Saku Machi Monogatari (桜咲く街物語)
- 2008: Life Album (ライフアルバム)
- 2008: My Song Your Song
- 2009: Hajimari no Uta (ハジマリノウタ)
- 2012: Newtral
- 2013: I
- 2014: Fun! Fun! Fanfare!
- 2019: We Do
- 2021: Who?

Best Álbuns
- 2010: Ikimonobakari - Member's Best Selection (いきものばかり～メンバーズBESTセレクション～)
- 2012: Balladon (バラー丼)
- 2016: Chou Ikimonobakari - Tennen Kinen Members Best Selection (超いきものばかり～てんねん記念メンバーズBESTセレクション～)

## Videografia
Videoclipes
- 2009: Tottemo eezou (とってもええぞう)
- 2013: Kaette Kita Tottemo Eezou (帰ってきたとってもええぞう)
- 2013: Tottemo eezou 2 (とってもええぞう2)

Shows Ao Vivo
- 2011: Ikimonogakari no Minasan, Konnitour!! 2010 - Nandemo Arena!!! (いきものがかりの みなさん、こんにつあー!! 2010 ～なんでもアリーナ!!!～)
- 2011: Ikimono Matsuri 2011 Donata Summer mo Tanoshimima Show!!! ~Yokohama Stadium~ (いきものまつり2011 どなたサマーも楽しみまSHOW!!!〜横浜スタジアム〜)
- 2013: Ikimonogakari no Minasan, Konnitour!! 2012 ~Newtral~ (いきものがかりの みなさん、こんにつあー!! 2012 ~NEWTRAL~)
- 2014: Ikimonogakari no Minasan, Konnitour!! 2013 ~I~ (いきものがかりの みなさん、こんにつあー!! 2013 ～ I ～)
- 2015: Ikimonogakari no Minasan, Konnitour !! 2015 -Fun! Fun! Fanfare!- (いきものがかりの みなさん、こんにつあー!! 2015 ～FUN! FUN! FANFARE!～)
- 2016: Chou Ikimono Matsuri 2016 Jimoto de Show!! -Ebina Desho!!!- (超いきものまつり2016 地元でSHOW!!～海老名でしょー!!!～)
- 2016: Chou Ikimono Matsuri 2016 Jimoto de Show!! -Atsugi Desho!!!- (超いきものまつり2016 地元でSHOW!!～厚木でしょー!!!～)
- 2021: Ikimonogakari no Minasan, Konni Tour!! THE LIVE 2021!!! (いきものがかりの みなさん、こんにつあー!! THE LIVE 2021!!!)

## Prêmios e Indicações
| Ano  | Prêmio                               | Categoria                     | Nomeação                                | Resultado | Ref.          |
| ---- | ------------------------------------ | ----------------------------- | --------------------------------------- | --------- | ------------- |
| 2007 | 21th Japan Gold Disc Award           | Os 10 melhores Novos Artistas | Ikimono-gakari                          | Venceu    | [ 34 ]        |
| 2008 | MTV Student Voice Awards 2008        | Melhor Grupo                  | Ikimono-gakari                          | Venceu    | [ 35 ] [ 36 ] |
| 2009 | Best Hits Kayosai 2009               | Grand Prix/Gold Award         | Ikimono-gakari                          | Indicado  |               |
| 2009 | MTV Video Music Awards Japan 2009    | Melhor Video Pop              | "Kimagure Romantic"                     | Indicado  |               |
| 2009 | MTV Student Voice Awards 2009        | Melhor Party Karaoke          | "Kimagure Romantic"                     | Venceu    | [ 37 ]        |
| 2009 | 51st Japan Record Awards             | Japan Record Awards           | "YELL"                                  | Indicado  |               |
| 2009 | 42° Japan Cable Awards               | Wired Music Prize             | "YELL"                                  | Indicado  |               |
| 2010 | MTV World Stage VMAJ 2010            | Melhor Video Pop              | "YELL"                                  | Indicado  |               |
| 2010 | SPACE SHOWER Music Video Awards 2010 | Melhor Coreografia em Clipe   | "Joyful"                                | Indicado  | [ 38 ]        |
| 2010 | 52st Japan Record Awards             | Álbum do Ano                  | Hajimari no Uta                         | Venceu    |               |
| 2010 | 52st Japan Record Awards             | 52nd Japan Record Award       | "Arigatou"                              | Indicado  |               |
| 2011 | SPACE SHOWER Music Video Awards 2011 | Melhor Video de Grupo         | "Arigatou"                              | Indicado  |               |
| 2011 | MTV Video Music Aid Japan 2011       | Melhor Video de Grupo         | "Arigatou"                              | Indicado  |               |
| 2011 | MTV Video Music Aid Japan 2011       | Melhor Video Pop              | "Arigatou"                              | Venceu    |               |
| 2011 | MTV Video Music Aid Japan 2011       | Melhor Canção de Karaoke!     | "Arigatou"                              | Indicado  |               |
| 2011 | 53th Japan Record Awards             | Japan Record Award            | "Warattetainda"                         | Indicado  |               |
| 2012 | 26ª Japan Gold Disc Awards           | Álbum do Ano - Doméstico      | Ikimonobakari - Member's Best Selection | Venceu    | [ 39 ]        |
| 2012 | 26ª Japan Gold Disc Awards           | Melhor Álbum – Doméstico      | Ikimonobakari - Member's Best Selection | Venceu    | [ 39 ]        |
| 2012 | MTV Video Music Awards Japan 2012    | Melhor Vídeo de Grupo         | "Itsudatte Bokura wa"                   | Indicado  | [ 40 ]        |
| 2012 | MTV Video Music Awards Japan 2012    | Melhor Vídeo de Pop           | "Itsudatte Bokura wa"                   | Indicado  | [ 40 ]        |
| 2012 | 54th Japan Record Awards             | Japan Record Award            | "Kaze ga Fuiteiru"                      | Indicado  |               |
| 2012 | iTunes Best of 2012                  | Melhor Canção                 | "Kaze ga Fuiteiru"                      | Venceu    | [ 41 ]        |
| 2013 | 55th Japan Record Award              | Japan Record Award            | "Egao"                                  | Indicado  |               |
| 2014 | MTV Video Music Awards Japan 2014    | Melhor Vídeo de Grupo         | "Egao"                                  | Indicado  |               |
| 2014 | 56th Japan Record Award              | Japan Record Award            | "Netsujou no Spectrum"                  | Indicado  |               |
| 2016 | 58th Japan Record Award              | Japan Record Award            | "Last Scene"                            | Indicado  |               |
| 2017 | SPACE SHOWER Music Awards 2017       | Melhor Grupo Pop              | Ikimono-gakari                          | Indicado  |               |

## Trilhas sonoras
| Ano  | Titulo                              | Informações                                                                              | Ref.          |
| ---- | ----------------------------------- | ---------------------------------------------------------------------------------------- | ------------- |
| 2006 | "Sakura"                            | Comercial NTT (DENPO115).(2006-2007) McDonald's Japão "Sakura no Sei".(2021)             | ——            |
| 2006 | "Hanabi"                            | Sétimo encerramento do anime BLEACH.                                                     | ——            |
| 2006 | "Ryusei Miracle"                    | Abertura para os primeiros 12 episódios do anime Ayakashi Ayashi.                        | ——            |
| 2007 | "Uruwashiki Hito"                   | Comercial Aquarius Vitamin Guard's.                                                      | ——            |
| 2007 | "Seishun no Tobira"                 | Tema no Japão do filme estadunidense Monster House.                                      | ——            |
| 2007 | "Natsuzora Graffiti"                | Comercial Aquarius Vitamin Guard's.                                                      | ——            |
| 2007 | "Seishun Line"                      | Segunda abertura do anime Ookiku Furikabutte (Big Windup!).                              | ——            |
| 2007 | "Akaneiro no Yakusoku"              | Comercial de serviços de musica online mobile au LISMO.                                  | ——            |
| 2008 | "Hana wa Sakura Kimi wa Utsukushi"  | Comercial Sony Ericsson W61S.                                                            | ——            |
| 2008 | "Kaeritakunatta yo"                 | Tema do filme Sunadokei.                                                                 | ——            |
| 2008 | "Nokori Kaze"                       | Tema do jogo para Nintendo DS Bleach: The 3rd Phantom.                                   | ——            |
| 2008 | "Blue Bird"                         | Abertura da terceira temporada do anime Naruto: Shippuden.                               | ——            |
| 2008 | "Planetárium"                       | Encerramento da adaptação live action do mangá Cat Street.                               | ——            |
| 2008 | "Kimagure Romantic"                 | Encerramento do drama Celeb and Poor Taro.                                               | ——            |
| 2009 | "Futari"                            | Drama Boku no Imouto.                                                                    | ——            |
| 2009 | "Hotaru no Hikari"                  | Abertura da quinta temporada de Naruto: Shippuden.                                       | ——            |
| 2009 | "Joyful"                            | Comercial Glico Pocky.                                                                   | ——            |
| 2009 | "Nakumonka"                         | Filme Naku Monka.                                                                        | ——            |
| 2010 | "Nostalgia"                         | Encerramento da adaptação live action de Toki o Kakeru Shoujo.                           | ——            |
| 2010 | "Toki wo Kakeru Shoujo"             | Canção de inserção do filme de mesmo nome.                                               | ——            |
| 2010 | "Arigatou"                          | Drama Gegege no Nyoubou.                                                                 | ——            |
| 2010 | "Kimi ga Iru"                       | Drama Hotaru no Hikari 2.                                                                | ——            |
| 2010 | "Ima Hashiridaseba"                 | Comercial yoyogi zemina.                                                                 | ——            |
| 2010 | "Spirit"                            | Tema Nippon Professional Baseball.                                                       | ——            |
| 2010 | "Kaze to Mirai"                     | Comercial Nissan Serena. (2010)                                                          | ——            |
| 2011 | "Warattetainda"                     | Comercial Nissan Serena. (2011)                                                          | ——            |
| 2011 | "New World Music"                   | Programa de noticias Mezamashi TV.                                                       | ——            |
| 2011 | "Aruite Ikou"                       | Drama Run Away TBS.                                                                      | ——            |
| 2012 | "Itsu Datte Bokura Wa"              | Comercial You Can.                                                                       | ——            |
| 2012 | "KISS KISS BANG BANG"               | Comercial chá Asahi Inryou (16cha/juuroku cha).                                          | ——            |
| 2012 | "Haru Uta"                          | Filme Detective Conan 11th Striker (The Eleventh Striker).                               | ——            |
| 2012 | "Kaze ga Fuiteiru"                  | Tema de transmissão Jogos Olímpicos de Londres 2012. NHK                                 | ——            |
| 2013 | "1 2 3 -Koi ga Hajimaru-"           | Comercial Calpis Water.                                                                  | ——            |
| 2013 | "Egao"                              | Filme Pokémon o Filme: Genesect e a Lenda Revelada (Japão).                              | ——            |
| 2013 | "My Sunshine Story"                 | Comercial Nissan Serena. (2013)                                                          | ——            |
| 2014 | "Niji"                              | Comercial Rainbow lunch pack.                                                            | ——            |
| 2014 | "Love Song wa Tomaranai yo"         | Comercial Calpis Water.                                                                  | ——            |
| 2014 | "Namida ga Kieru Nara"              | Encerramento do noticiário NEWS23.TBS TV                                                 | ——            |
| 2014 | "Netsujo no Spectrum"               | Primeira abertura do anime Nanatsu no Taizai (The Seven Deadly Sins).                    | [ 4 ]         |
| 2014 | "Golden Girl"                       | Drama Onna wa Sore wo Yurusanai/Women Won't Allow It.TBS TV                              | ——            |
| 2014 | "Kirari"                            | Filme live action da adaptação do mangá Ao Haru Ride.                                    | ——            |
| 2014 | "Jump"                              | Comercial Nissan Serena. (2014)                                                          | ——            |
| 2015 | "One Goal"                          | Comercial You Can.(2015)                                                                 | ——            |
| 2015 | "My Stage"                          | Comercial JRA - Japan Racing Associoation.(2015)                                         | ——            |
| 2015 | "Anata"                             | Tema da campanha 7 daysTV Kazokutte, Nanda (2015/2016) Abertura do programa BUZZ RHYTHM. | [ 42 ] [ 43 ] |
| 2015 | "Love to Peace"                     | Drama Isan Souzoku.TV Asahi                                                              | ——            |
| 2016 | "Ikou"                              | Comercial JRA - Japan Racing Associoation.(2016)                                         | ——            |
| 2016 | "Tsubasa"                           | Comercial SMBC - Sumitomo Mitsui Banking Corporation. (2016)                             | ——            |
| 2016 | "Sweet! Sweet! Music!"              | Drama Watashi Kekkon Dekinainjanakute, Shinain Desu.TBS TV                               | [ 44 ]        |
| 2016 | "Bokurano Yume"                     | Comercial da bebida Sokenbicha.(Coca Cola)                                               | [ 45 ]        |
| 2016 | "Monster"                           | Programa Nippon Nozokimi Tarou.(FUJI TV)                                                 | ——            |
| 2016 | "Mudai -Tookue-"                    | Drama Suizokukan Garu (Aquarius Girl).(NHK)                                              | ——            |
| 2016 | "Last Scene"                        | Filme live action Shigatsu wa Kimi no Uso.                                               | ——            |
| 2019 | "We Do"                             | Comercial da multinacional japonesa de telecomunicações SoftBank.(2019)                  | ——            |
| 2019 | "Sing!"                             | Noticiário Mezamashi TV.(2019)                                                           | [ 10 ]        |
| 2019 | "Identity"                          | Comercial bebida Miru Miru/Miru Miru S.Yakult                                            | [ 11 ]        |
| 2019 | "Taiyou"                            | Comercial JA Kyousai.                                                                    | [ 46 ]        |
| 2019 | "Star Light Journey"                | Reality Kojirase Mori no Bijo.(AbemaTV)                                                  | [ 17 ]        |
| 2019 | "Kuchibue ni Kawaru Made"           | Programa "Sukkato Japan"                                                                 | ——            |
| 2019 | "Sayonara Seishun"                  | Reality Produce 101 Japan                                                                | ——            |
| 2020 | "Try Again"                         | Comercial U-CAN (2020). Encerramento da "Japan Rugby Top League 2020".                   | ——            |
| 2020 | "Kimi e no Ai wo Kotoba ni Surunda" | Comercial Aso Corporation.                                                               | ——            |
| 2020 | "Ikiru"                             | Filme colaborativo do mangá "100 Nichi Go ni Shinu Wani".                                | ——            |
| 2020 | "Kirakira ni Hikaru"                | Drama "Mikaiketsu no Onna" Woman Document Detectives.                                    | ——            |
| 2021 | "Baku"                              | Abertura da oitava temporada de Boruto                                                   | ——            |
| 2021 | "Tsuzuku"                           | Filme "100 Nichikan Ikita Wani"                                                          | ——            |
| 2021 | "Eejanaika"                         | Filme "Great Yokai Guardians"                                                            | ——            |
| 2021 | "Chicken Song"                      | Comercial "ABC-MART"                                                                     | ——            |

. 